# Sebastian Walukiewicz
Sebastian Wiktor Walukiewicz (Gorzów Wielkopolski, 5 aprile 2000) è un calciatore polacco, difensore del Sassuolo, in prestito dal Torino, e della nazionale polacca.

## Caratteristiche tecniche
Di ruolo difensore centrale, dispone di buona personalità, oltre a essere forte fisicamente e bravo tecnicamente. Eccelle nel colpo di testa, nella marcatura e negli anticipi, anche in zone avanzate del campo, permettendo alla squadra di far ripartire rapidamente l’azione. Pur difettando in velocità, vi sopperisce con un buon senso della posizione e riuscendo comunque a essere veloce in allungo. Può essere adattato anche a giocare come terzo di difesa o terzino destro.

## Carriera

### Club

#### Gli inizi in patria
Muove i primi passi nel MKP Gorzów Wielkopolski, club della sua città, e all'età di 13 anni entra a far parte del settore giovanile del Legia Varsavia, e nel 2016 vince il campionato Under 19. Nel finale di quella stagione esordisce contro l'Huragan Morag nel Legia Varsavia II, la squadra riserve militante in terza serie.
Nell'estate del 2017 viene acquistato dal Pogoń Stettino, il quale lo inserisce nel gruppo del Pogoń Stettino II, la seconda squadra in terza serie, ma viene progressivamente convocato in prima squadra e a fine stagione esordisce il 7 aprile 2018 in Ekstraklasa nella sconfitta per 3-0 contro il Legia Varsavia, e segnando altre due presenze.
Nella stagione 2018-2019 entra in pianta stabile nella prima squadra del Pogoń nella massima serie da titolare.

#### Cagliari

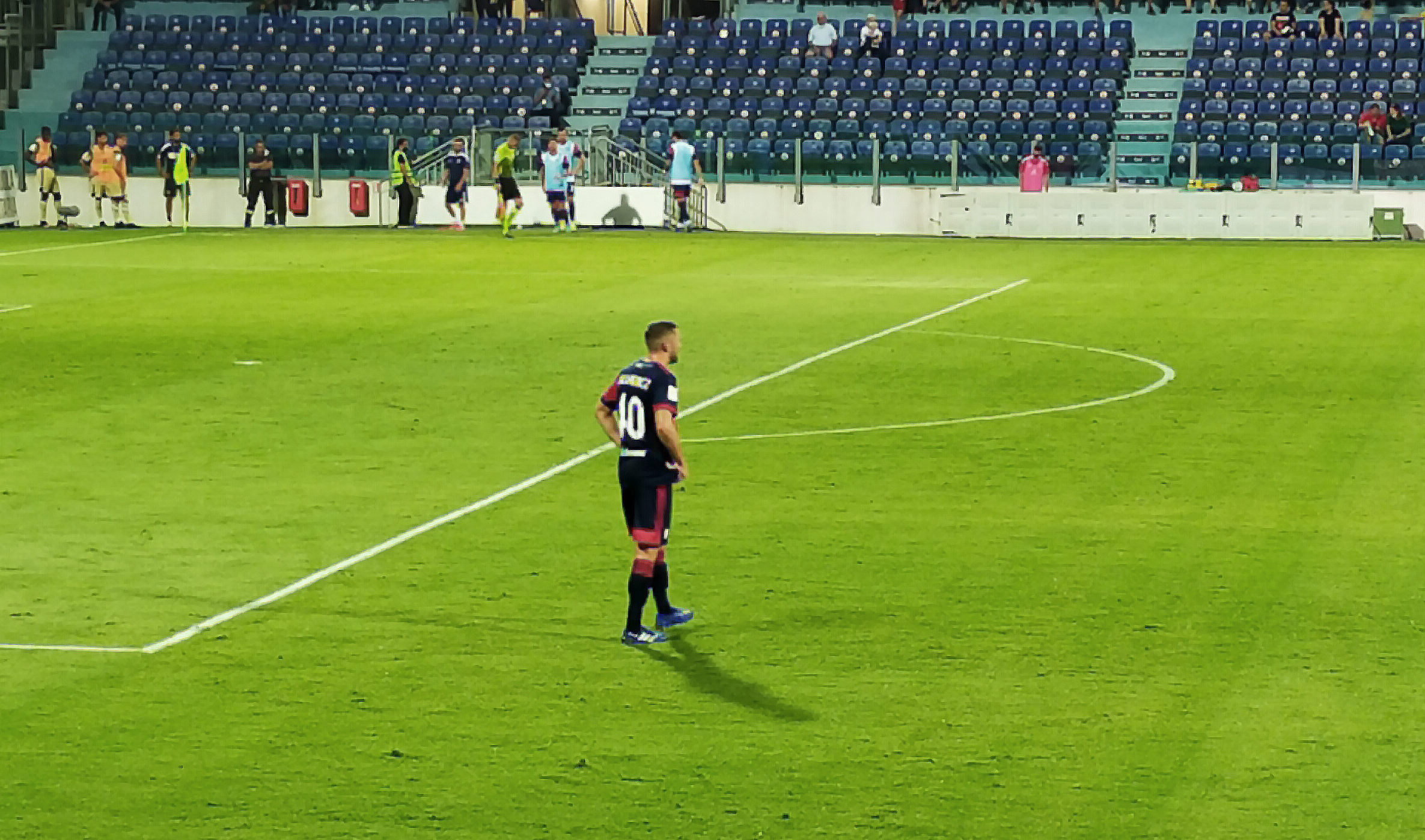
Walukiewicz con la maglia del nel 2021 contro il nel match valevole per i trentaduesimi di finale di Coppa Italia 2021-2022

Il 15 gennaio 2019 è stato acquistato a titolo definitivo dal Cagliari, con cui ha firmato un contratto fino al 2023 con opzione sino al 2024; contestualmente è rimasto in prestito al club polacco fino al termine della stagione. Fa il suo esordio, tra l'altro da titolare, con la maglia dei sardi il 5 dicembre 2019 in occasione della partita di Coppa Italia (vinta 2-1) contro la Sampdoria. Il 6 gennaio 2020 esordisce invece in Serie A partendo titolare nella sconfitta per 4-0 contro la Juventus. A partire dalla ripresa del campionato post-lockdown, sotto la guida di Walter Zenga, diventa titolare della retroguardia rossoblù, fornendo delle buone prestazioni nelle 16 presenze (di cui 2 in Coppa Italia) stagionali.
Confermato titolare da Eusebio Di Francesco l'anno successivo, il 4 dicembre 2020 rinnova il proprio contratto coi sardi. Tuttavia in febbraio Di Francesco viene esonerato e al suo posto arriva Leonardo Semplici; allo stesso tempo Walukiewicz perde il posto da titolare venendo relegato in panchina.
Nel 2021-2022 Walukiewicz parte titolare per poi perdere il posto a causa di un infortunio all'anca per cui si è operato.
Il 3 aprile 2022, dopo circa 7 mesi senza scendere il campo, entra in campo nella sconfitta contro l'Udinese al minuto 75.

#### Empoli
Il 1º settembre 2022 passa in prestito all'Empoli con diritto ed obbligo di riscatto al verificarsi di determinate condizioni.
Il 14 giugno 2023, nonostante il poco spazio trovato (soprattutto nel finale di campionato), viene riscattato dai toscani per una cifra pari a 1 milione di euro.
Conclude la sua esperienza in Azzurro con 40 presenze in campionato.

#### Torino e prestito al Sassuolo
Il 30 agosto 2024, viene acquistato a titolo definitivo dal Torino, sempre in Serie A, con cui sottoscrive un accordo triennale. Lo stesso giorno esordisce in granata nella vittoriosa trasferta in casa del Venezia, sostituendo Valentino Lazaro nel recupero della partita.
Il 25 luglio 2025 viene girato in prestito con diritto di riscatto al Sassuolo.

### Nazionale

#### Nazionali giovanili
Esegue tutta la trafila nelle nazionali giovanili polacche. Con le nazionali dall'Under 15 all'Under 18 colleziona 26 andando a segno 4 volte. Dal 2017 è nel gruppo dell'Under 19 ma nel 2018 disputa anche con l'Under 20 alcuni match dell'U20 Elite League (l'ex Torneo Quattro Nazioni Under-20), esordendo il 6 settembre nella sconfitta interna per 0-3 contro l'Italia.
Il 6 settembre 2019 ha debuttato con l'Under-21 dei polacchi contro la Lettonia. Il 26 marzo 2021 realizza la sua prima rete con l'Under-21 in amichevole contro i pari età dell'Arabia Saudita (7-0).

#### Nazionale maggiore
Il 27 agosto 2020 viene convocato per la prima volta in nazionale maggiore in occasione delle sfide di Nations League contro Paesi Bassi e Bosnia ed Erzegovina, senza tuttavia debuttare.
Il 7 ottobre 2020 esordisce con la nazionale maggiore nell'amichevole contro la Finlandia vinta 5-1 e nella quale disputa il primo tempo da titolare.
Dopo non essere stato chiamato per i Mondiali 2022, il 7 giugno 2024 viene inserito nella lista dei convocati per Euro 2024. Lo stesso giorno realizza, alla quarta presenza, la sua prima rete per la massima selezione polacca nell'amichevole vinta 3-1 contro l'Ucraina. Nel corso del torneo lui non disputa nessuna delle tre gare dei polacchi che sono stati eliminati al primo turno.

## Statistiche

### Presenze e reti nei club
Statistiche aggiornate al 24 maggio 2025.
| Stagione              | Squadra               | Campionato            | Campionato | Campionato | Coppe nazionali | Coppe nazionali | Coppe nazionali | Coppe continentali | Coppe continentali | Coppe continentali | Altre coppe | Altre coppe | Altre coppe | Totale | Totale |
| Stagione              | Squadra               | Comp                  | Pres       | Reti       | Comp            | Pres            | Reti            | Comp               | Pres               | Reti               | Comp        | Pres        | Reti        | Pres   | Reti   |
| --------------------- | --------------------- | --------------------- | ---------- | ---------- | --------------- | --------------- | --------------- | ------------------ | ------------------ | ------------------ | ----------- | ----------- | ----------- | ------ | ------ |
| 2015-2016             | Legia Varsavia        | EK                    | 0          | 0          | -               | -               | -               | -                  | -                  | -                  | -           | -           | -           | 0      | 0      |
| 2016-2017             | Legia Varsavia        | EK                    | 0          | 0          | -               | -               | -               | -                  | -                  | -                  | -           | -           | -           | 0      | 0      |
| Totale Legia Varsavia | Totale Legia Varsavia | Totale Legia Varsavia | 0          | 0          |                 | 0               | 0               |                    | -                  | -                  |             | -           | -           | 0      | 0      |
| 2017-2018             | Pogoń Stettino        | EK                    | 3          | 0          | CP              | -               | -               | -                  | -                  | -                  | -           | -           | -           | 3      | 0      |
| 2018-2019             | Pogoń Stettino        | EK                    | 29         | 1          | CP              | -               | -               | -                  | -                  | -                  | -           | -           | -           | 29     | 1      |
| Totale Pogoń Stettino | Totale Pogoń Stettino | Totale Pogoń Stettino | 32         | 1          |                 | -               | -               |                    | -                  | -                  |             | -           | -           | 32     | 1      |
| 2019-2020             | Cagliari              | A                     | 14         | 0          | CI              | 2               | 0               | -                  | -                  | -                  | -           | -           | -           | 16     | 0      |
| 2020-2021             | Cagliari              | A                     | 19         | 0          | CI              | 2               | 0               | -                  | -                  | -                  | -           | -           | -           | 21     | 0      |
| 2021-2022             | Cagliari              | A                     | 8          | 0          | CI              | 1               | 0               | -                  | -                  | -                  | -           | -           | -           | 8      | 0      |
| Totale Cagliari       | Totale Cagliari       | Totale Cagliari       | 40         | 0          |                 | 5               | 0               |                    | -                  | -                  |             | -           | -           | 45     | 0      |
| 2022-2023             | Empoli                | A                     | 11         | 0          | CI              | 0               | 0               | -                  | -                  | -                  | -           | -           | -           | 11     | 0      |
| 2023-2024             | Empoli                | A                     | 27         | 0          | CI              | 0               | 0               | -                  | -                  | -                  | -           | -           | -           | 27     | 0      |
| lug.-ago. 2024        | Empoli                | A                     | 2          | 0          | CI              | 0               | 0               | -                  | -                  | -                  | -           | -           | -           | 2      | 0      |
| Totale Empoli         | Totale Empoli         | Totale Empoli         | 40         | 0          |                 | 0               | 0               |                    | -                  | -                  |             | -           | -           | 40     | 0      |
| ago. 2024-2025        | Torino                | A                     | 29         | 0          | CI              | 1               | 0               | -                  | -                  | -                  | -           | -           | -           | 30     | 0      |
| 2025-2026             | Sassuolo              | A                     | 0          | 0          | CI              | 0               | 0               | -                  | -                  | -                  | -           | -           | -           | 0      | 0      |
| Totale carriera       | Totale carriera       | Totale carriera       | 140        | 1          |                 | 6               | 0               |                    | -                  | -                  |             | -           | -           | 147    | 1      |

### Cronologia presenze e reti in nazionale
| Cronologia completa delle presenze e delle reti in nazionale ― Polonia | Cronologia completa delle presenze e delle reti in nazionale ― Polonia | Cronologia completa delle presenze e delle reti in nazionale ― Polonia | Cronologia completa delle presenze e delle reti in nazionale ― Polonia | Cronologia completa delle presenze e delle reti in nazionale ― Polonia | Cronologia completa delle presenze e delle reti in nazionale ― Polonia | Cronologia completa delle presenze e delle reti in nazionale ― Polonia | Cronologia completa delle presenze e delle reti in nazionale ― Polonia |
| Data                                                                   | Città                                                                  | In casa                                                                | Risultato                                                              | Ospiti                                                                 | Competizione                                                           | Reti                                                                   | Note                                                                   |
| ---------------------------------------------------------------------- | ---------------------------------------------------------------------- | ---------------------------------------------------------------------- | ---------------------------------------------------------------------- | ---------------------------------------------------------------------- | ---------------------------------------------------------------------- | ---------------------------------------------------------------------- | ---------------------------------------------------------------------- |
| 7-10-2020                                                              | Danzica                                                                | Polonia                                                                | 5 – 1                                                                  | Finlandia                                                              | Amichevole                                                             | -                                                                      | 46’                                                                    |
| 11-10-2020                                                             | Danzica                                                                | Polonia                                                                | 0 – 0                                                                  | Italia                                                                 | UEFA Nations League 2020-2021 - 1º turno                               | -                                                                      |                                                                        |
| 11-11-2020                                                             | Chorzów                                                                | Polonia                                                                | 2 – 0                                                                  | Ucraina                                                                | Amichevole                                                             | -                                                                      |                                                                        |
| 7-6-2024                                                               | Varsavia                                                               | Polonia                                                                | 3 – 1                                                                  | Ucraina                                                                | Amichevole                                                             | 1                                                                      | 61’                                                                    |
| 5-9-2024                                                               | Glasgow                                                                | Scozia                                                                 | 2 – 3                                                                  | Polonia                                                                | UEFA Nations League 2024-2025 - 1º turno                               | -                                                                      | 46’                                                                    |
| 8-9-2024                                                               | Osijek                                                                 | Croazia                                                                | 1 – 0                                                                  | Polonia                                                                | UEFA Nations League 2024-2025 - 1º turno                               | -                                                                      |                                                                        |
| 12-10-2024                                                             | Varsavia                                                               | Polonia                                                                | 1 – 3                                                                  | Portogallo                                                             | UEFA Nations League 2024-2025 - 1º turno                               | -                                                                      | 45+1’ 46’                                                              |
| 15-11-2024                                                             | Porto                                                                  | Portogallo                                                             | 5 – 1                                                                  | Polonia                                                                | UEFA Nations League 2024-2025 - 1º turno                               | -                                                                      | 46’                                                                    |
| 18-11-2024                                                             | Varsavia                                                               | Polonia                                                                | 1 – 2                                                                  | Scozia                                                                 | UEFA Nations League 2024-2025 - 1º turno                               | -                                                                      |                                                                        |
| 6-6-2025                                                               | Varsavia                                                               | Polonia                                                                | 2 – 0                                                                  | Moldavia                                                               | Amichevole                                                             | -                                                                      | 46’                                                                    |
| Totale                                                                 |                                                                        | Presenze                                                               | 10                                                                     |                                                                        | Reti                                                                   | 1                                                                      |                                                                        |

| Cronologia completa delle presenze e delle reti in nazionale ― Polonia under 21 | Cronologia completa delle presenze e delle reti in nazionale ― Polonia under 21 | Cronologia completa delle presenze e delle reti in nazionale ― Polonia under 21 | Cronologia completa delle presenze e delle reti in nazionale ― Polonia under 21 | Cronologia completa delle presenze e delle reti in nazionale ― Polonia under 21 | Cronologia completa delle presenze e delle reti in nazionale ― Polonia under 21 | Cronologia completa delle presenze e delle reti in nazionale ― Polonia under 21 | Cronologia completa delle presenze e delle reti in nazionale ― Polonia under 21 |
| Data                                                                            | Città                                                                           | In casa                                                                         | Risultato                                                                       | Ospiti                                                                          | Competizione                                                                    | Reti                                                                            | Note                                                                            |
| ------------------------------------------------------------------------------- | ------------------------------------------------------------------------------- | ------------------------------------------------------------------------------- | ------------------------------------------------------------------------------- | ------------------------------------------------------------------------------- | ------------------------------------------------------------------------------- | ------------------------------------------------------------------------------- | ------------------------------------------------------------------------------- |
| 6-9-2019                                                                        | Jelgava                                                                         | Lettonia under 21                                                               | 0 – 1                                                                           | Polonia under 21                                                                | Qual. Europeo Under-21 2021                                                     | -                                                                               |                                                                                 |
| 10-9-2019                                                                       | Białystok                                                                       | Polonia under 21                                                                | 4 – 0                                                                           | Estonia under 21                                                                | Qual. Europeo Under-21 2021                                                     | -                                                                               |                                                                                 |
| 11-10-2019                                                                      | Ekaterinburg                                                                    | Russia under 21                                                                 | 2 – 2                                                                           | Polonia under 21                                                                | Qual. Europeo Under-21 2021                                                     | -                                                                               |                                                                                 |
| 15-10-2019                                                                      | Łódź                                                                            | Polonia under 21                                                                | 1 – 0                                                                           | Serbia under 21                                                                 | Qual. Europeo Under-21 2021                                                     | -                                                                               |                                                                                 |
| 15-11-2019                                                                      | Sofia                                                                           | Bulgaria under 21                                                               | 3 – 0                                                                           | Polonia under 21                                                                | Qual. Europeo Under-21 2021                                                     | -                                                                               |                                                                                 |
| 18-11-2019                                                                      | Podgorica                                                                       | Montenegro under 21                                                             | 1 – 0                                                                           | Polonia under 21                                                                | Amichevole                                                                      | -                                                                               |                                                                                 |
| 26-3-2021                                                                       | San Pedro del Pinatar                                                           | Polonia under 21                                                                | 7 – 0                                                                           | Arabia Saudita under 21                                                         | Amichevole                                                                      | 1                                                                               | cap. 46’                                                                        |
| 29-3-2021                                                                       | San Pedro del Pinatar                                                           | Polonia under 21                                                                | 0 – 2                                                                           | Austria under 21                                                                | Amichevole                                                                      | -                                                                               | cap.                                                                            |
| 3-9-2021                                                                        | Jelgava                                                                         | Lettonia under 21                                                               | 0 – 2                                                                           | Polonia under 21                                                                | Qual. Europeo Under-21 2023                                                     | -                                                                               | cap.                                                                            |
| Totale                                                                          |                                                                                 | Presenze                                                                        | 9                                                                               |                                                                                 | Reti                                                                            | 1                                                                               |                                                                                 |